# Leithia
Leithia là một chi chuột sóc trong Họ Chuột sóc gồm các loài chuột tiền sử khổng lồ đã tuyệt chủng từng phân bố ở các đảo thuộc vùng biển Địa Trung Hải gồm đảo Malta và đảo Sicily. Chúng là một trong những ví dụ điển hình về hội chứng ngoại cỡ trên đảo theo đó, kích thước của một loài động vật bị cô lập trên đảo tăng đáng kể so với họ hàng ở đại lục. 

## Mô tả
Loài chuột sóc khổng lồ được biết đến và mô tả trong chi này là loài Chuột sóc Sicily (Leithia melitensis) được mô tả lần đầu tiên vào năm 1863. Hóa thạch của chúng được phục dựng hộp sọ của chúng dựa trên kỹ thuật số, sử dụng mảnh vỡ từ 5 cá thể phát hiện trong một hang động phía nam thị trấn Terrasini ở Sicily trong quá trình xây đường cao tốc năm 1976. Việc phục dựng hộp sọ từ hóa thạch xương dài 10 cm của chuột sóc khổng lồ tìm thấy trên đảo Sicily, Italy.
Hộp sọ phục dựng dài bằng cơ thể và đuôi của nhiều loài chuột sóc hiện đại. Răng của chuột sóc Sicily có nhiều chóp nhọn, chứng tỏ chúng chuyên ăn cây cỏ để duy trì kích thước. Từ đó hình dung chuột sóc to như con mèo hoặc thỏ lớn từng lang thang trên Trái Đất vì chuột sóc Sicily cổ đại từng sở hữu họp sọ to như mèo do đó các nhà khoa học đã phỏng đoán chúng có kích thước to lớn gần bằng một con mèo, ít nhất to gấp đôi so với các cá thể khác cùng họ, chúng sống cách đây khoảng 2 triệu năm.
Loài chuột sóc này không bị ảnh hưởng nhiều bởi mùa đông lạnh nên có thể hoạt động quanh năm. Chuột sóc cổ đại không ngủ đông vì kích thước khổng lồ cho phép chúng giữ ấm tốt hơn, chúng sống trong các hang hốc và không biết trèo cây. Chuột sóc Sicily buộc phải tiến hóa theo hướng to lớn hơn để thoát khỏi móng vuốt của cú lợn khổng lồ sống cùng đảo, đây có thể là loài chuột sóc lớn nhất từng sống trên Trái Đất, chuột sóc cổ đại phát triển tới kích thước lớn như vậy để cạnh tranh với cú lợn lưng xám trên đảo. Cú lợn lưng xám ở đảo Sicily lớn gấp đôi cú lợn ngày nay và có thể quắp chuột sóc từ trên cao, gây áp lực buộc con mồi của chúng phải trở nên to hơn để khỏi bị bắt. 